# Ignacy Jan Drygas
Ignacy Jan Drygas (ur. 1841, zm. ?) – powstaniec styczniowy, autor pamiętnika.
Parobek ze wsi Zimna Woda w powiecie Krotoszyn w Wielkim Księstwie Poznańskim. W 1862 roku mając 21 lat został powołany do służby w wojsku pruskim do pułku dragonów. Po wybuchu powstania styczniowego ucieka z wojska pruskiego i przedostaje się do Kongresówki, aby przyłączyć się do powstania.